# Treviso FBC 1993
Treviso Foot Ball Club 1993 – włoski klub piłkarski z siedzibą w mieście Treviso.
Został założony w 1909 jako Foot Ball Club Treviso, później rozwiązany i ponownie zorganizowany w 1993 jako Treviso Foot-Ball Club 1993. W 2005 roku zajął piąte miejsce w drugiej lidze, jednak awansował do Serie A, dzięki karom nałożonym na Torino FC i Genoę. W sezonie 2005/2006 spadł do drugiej ligi. Podczas rozgrywek 2008/2009 zajął ostatnie miejsce w Serie B i spadł do Serie C1. W 2009 roku ponownie reaktywowany, jako A.S.D. Treviso 2009.